# Carl Fürstner
Carl Fürstner (ur. 7 czerwca 1848 w Strasburgu, zm. 25 kwietnia 1906 w Strasburgu) – niemiecki lekarz neurolog i psychiatra.
Studiował medycynę na Uniwersytecie w Würzburgu i Uniwersytecie Fryderyka Wilhelma w Berlinie gdzie w 1871 otrzymał tytuł doktora medycyny. W 1872 został asystentem w Instytucie Patologii Uniwersytetu w Greifswaldzie. Następnie pracował u Carla Westphala w klinice psychiatrycznej Charité.
W 1878 otrzymał nowo utworzoną katedrę psychiatrii Uniwersytetu w Heidelbergu. W 1890 otrzymał katedrę Uniwersytetu w Strasburgu, podczas gdy w Heidelbergu zastąpił go Emil Kraepelin. Asystentem Fürstnera był Alfred Hoche.
Fürstner zajmował się neuropatologią i neuroanatomią, jego prace dotyczyły porażenia postępującego, lokalizacji guzów mózgu, psychoz poporodowych, glejakowatości kory mózgu i krwotocznego zapalenia opon mózgowych. Jego dysertacja doktorska Zur Streitfrage über das Othaematom dotyczyła krwiaka ucha środkowego, schorzenia wiązanego niegdyś z chorobami psychicznymi i neurologicznymi.

## Wybrane prace
- Zur Streitfrage über das Othämatom[1]. (1872)
- Ueber Puerperalpsychosen
- Zur elektrischen Reizung der Hirnrinde
- Ueber Pachymeningitis haemorrhagica
- Ueber eine eigenthümliche Sehstörung bei der Paralyse
- Zur Behandlung der Alkoholisten
- Weitere Mittheilung über Sehstörung der Paralytiker
- Wie kann den Geisteskranken von Aerzten und Laien geholfen werden? Berlin 1898